# Os Doze Apóstolos (Zurbarán)
Os Doze Apóstolos é uma série de pinturas a óleo sobre tela do artista espanhol Francisco Zurbarán e da sua oficina, datadas de 1633, que se julga terem sido encomendadas pelo rei Filipe III para o Paço Patriarcal de São Vicente de Fora, em Lisboa, e que se encontram presentemente no Museu Nacional de Arte Antiga, também em Lisboa. Cada uma das doze pinturas representa, em tamanho natural, cada um dos doze Apóstolos seguidores de Jesus Cristo.
Este conjunto de pinturas é uma das primeiras obras datadas do pintor e, ainda que sem documentação comprovativa, a encomenda deve ter partido da Casa Real, dado que o Convento de S. Vicente de Fora foi o edifício escolhido pela Dinastia filipina para afirmar a sua presença na capital portuguesa.
Para os historiadores de arte Seabra Carvalho e Oliveira Caetano, as doze telas de Zurbarán e do seu atelier são, no MNAA, o conjunto de pintura espanhola que causa um maior impacto.
Zurbarán criou duas outras séries dos Doze Apóstolos que se encontram uma no Convento de São Francisco, em Lima, Perú, e outra na Basílica de Nossa Senhora do Rosário, na Cidade de Guatemala, Guatemala.

## Descrição
Ainda para os historiadores Seabra Carvalho e Oliveira Caetano, Zurbarán foi capaz de tratar os mais banais temas religiosos com um prodigioso sentido dos valores pictóricos da luz que recebem sempre um significado religioso. Em todas as telas, a fonte que ilumina cada uma das personagens permanece invisível e a direcção da luz procede sempre de modo mais ou menos oblíquo do canto superior esquerdo, excepto na pintura São Pedro, em que a luz cai verticalmente ao centro sobre a figura sublinhando a pungente atitude de contrição do primeiro chefe da Igreja Católica conferindo à sua figura caracterização psicológica ausente das outras pinturas.
As pinturas têm todas de altura 218 cm e de largura 112 cm.

### São Pedro

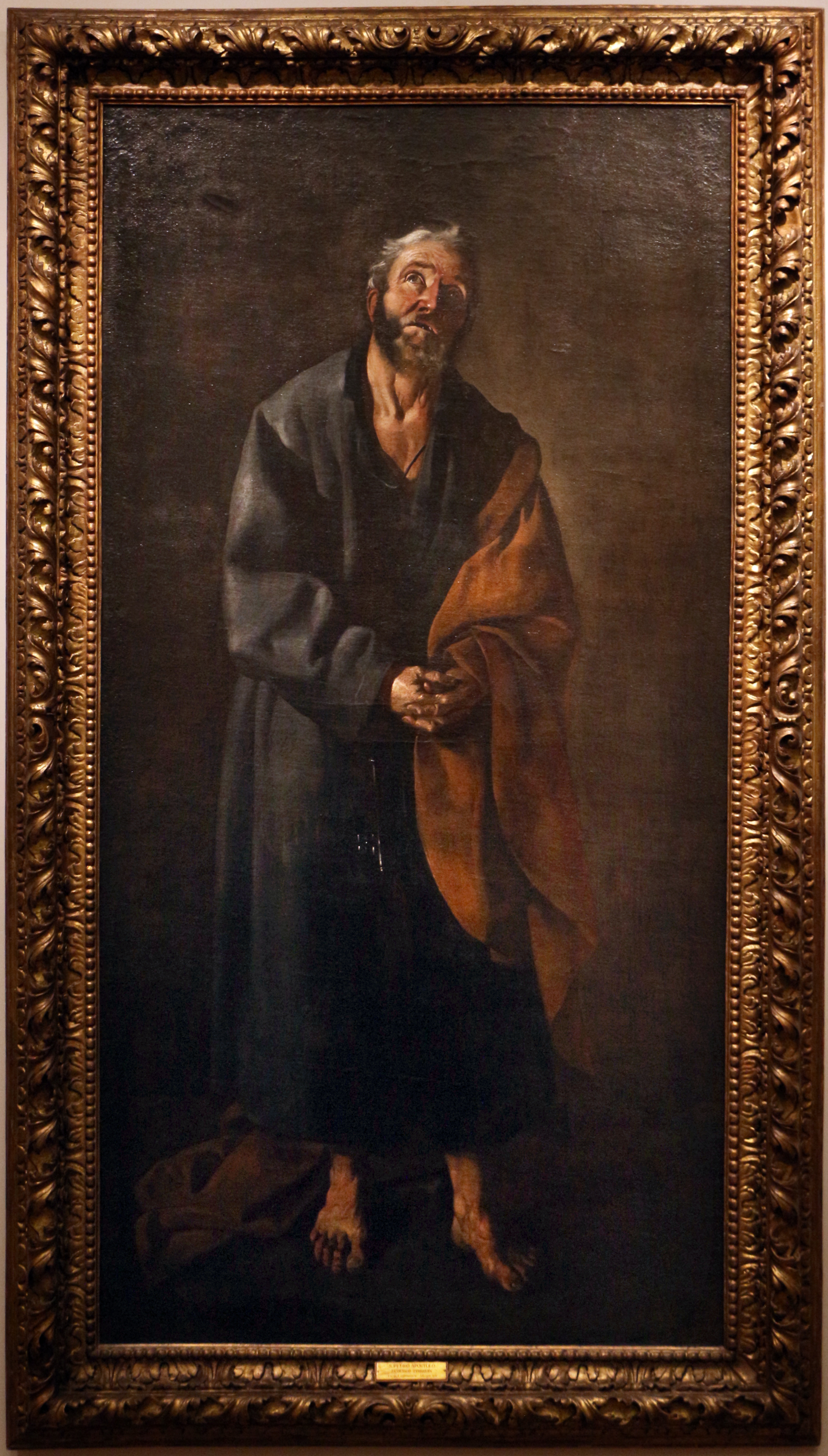
São Pedro

São Pedro é uma das pinturas da série Os Doze Apóstolos pintada por Francisco de Zurbarán em 1633 para o Paço Patriarcal de São Vicente de Fora em Lisboa e representa o apóstolo São Pedro.
São Pedro olha para o céu com a cabeça ligeiramente descaída o que confere um sentimento de humildade que é reforçado pela ponta da capa rojada no chão. Cruza as mãos em sinal de oração e do cinto da túnica azul pendem as Chaves do Céu.
Para os referidos historiadores, o que se representa em São Pedro não é apenas a sua presença apostólica, com os atributos de martírio ou os canónicos livros que surgem nas outras pinturas, mas uma situação de arrependimento, exemplar da humana fraqueza do fundador da Igreja Católica, aquele que triplamente negou Cristo e por isso verteu sofridas lágrimas de contrição.
Da série Os Doze Apóstolos esta é a única pintura que surge assinada e datada.

#### Exposições
De acordo com a informação sobre a obra na Matriznet:
- 1975, Lisboa, Museu Nacional de Arte Antiga, "Exposição Provisória de Pintura Estrangeira"
- 1988, Madrid, Museu do Prado, "Zurbaran".
- 1991, Bruxelles, Musées Royaux des Beaux-Arts de Belgique, "Portugal et Flandre. Visions de l'Europe (1550-1680) - Europália 91"
- 1992, Lisboa, Mosteiro dos Jerónimos, "Lisboa, Mosteiro dos Jerónimos"
- 1998, Sevilha, Museu de Belas Artes, "IV Centenário do Nascimento de Zurbarán"
- 1999, Bonn, Kunst-und Ausstellungshalle der Bundesrepublik Deutschland, "Museu Nacional de Arte Antiga, Lissabon"

### Santo André

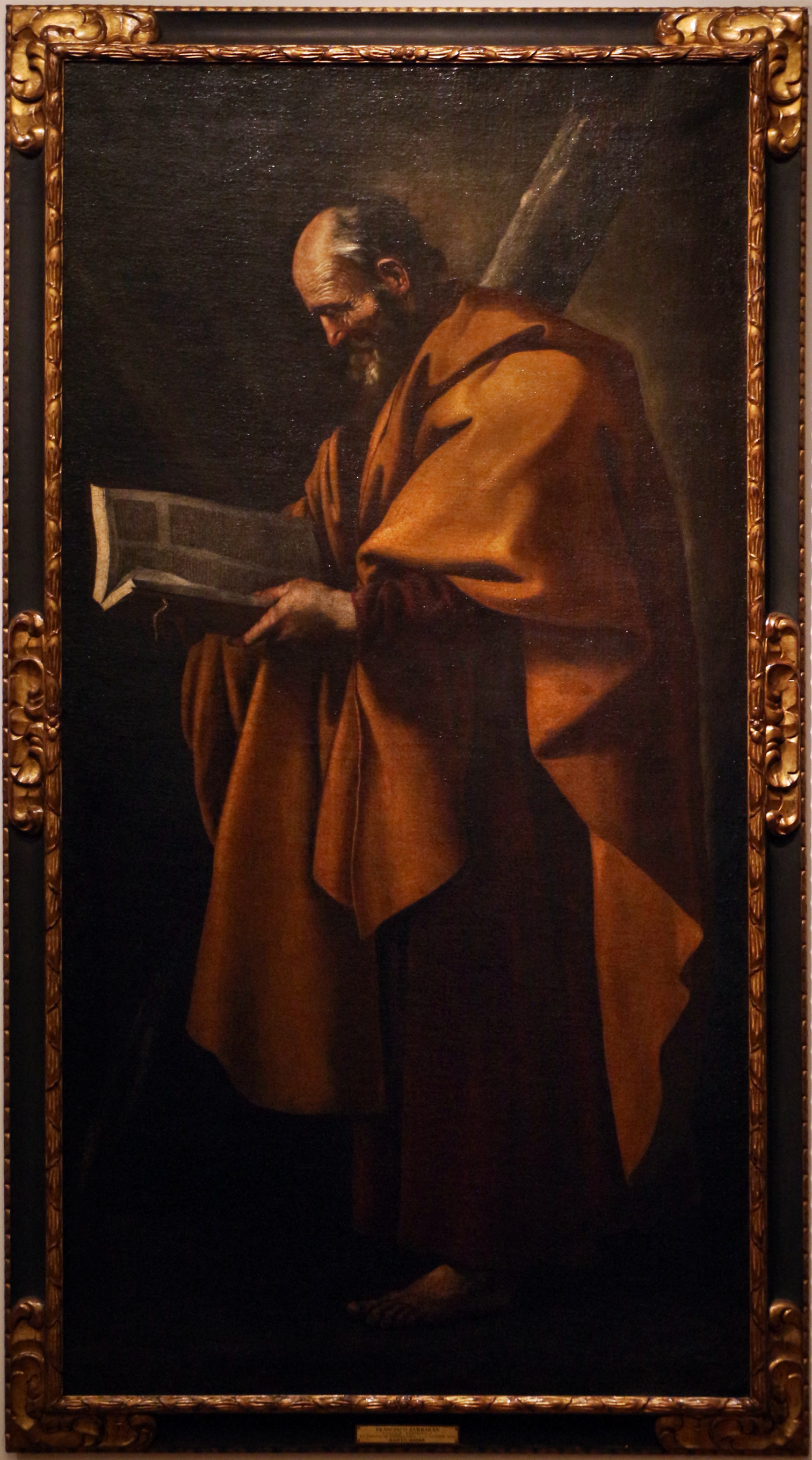
Santo André

Santo André é uma das pinturas da série Os Doze Apóstolos pintada por Francisco de Zurbarán em 1633 para o Paço Patriarcal de São Vicente de Fora em Lisboa e representa o apóstolo Santo André.
Santo André usando um amplo manto amarelo pardo lê um grosso livro aberto que segura com ambas as mãos. Em segundo plano vê-se uma cruz em X como símbolo do seu martírio.
Este apóstolo era irmão de São Pedro e, de acordo com Hipólito de Roma, pregou na Trácia, sendo também mencionada a sua presença em Bizâncio no apócrifo Atos de André, escrito no século II. André terá sido martirizado em Patras, na Acaia, não havendo unanimidade nos textos mais antigos sobre a forma do martírio, desenvolvendo-se a partir do século XII a tradição de que teria sido crucificado numa cruz em forma de "X", a pedido dele, pois se julgava indigno de ser crucificado numa cruz semelhante à que havia sido usada para crucificar Cristo.

#### Exposições
De acordo com a informação sobre a obra na Matriznet:
- 1975, Lisboa, Museu Nacional de Arte Antiga, "Exposição Provisória de Pintura Estrangeira"
- 1988, Madrid, Museu do Prado, "Zurbarán".
- 2006, Cáceres, Igreja de San Francisco Javier e Centro de San Jorge, "Extremadura en la Historia. Tiempos de Patrimonio"

### São Bartolomeu

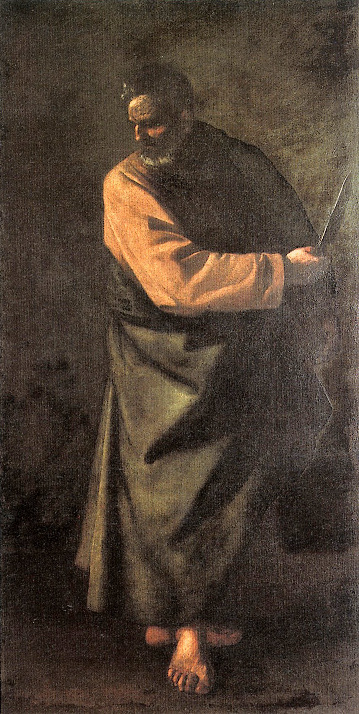
São Bartolomeu

São Bartolomeu é uma das pinturas da série Os Doze Apóstolos pintada por Francisco de Zurbarán em 1633 para o Paço Patriarcal de São Vicente de Fora em Lisboa e representa o apóstolo São Bartolomeu.
São Bartolomeu, com a faca do martírio por esfolamento na mão direita, veste uma túnica amarelo-pardo e um manto verde de amplas pregas.
Segundo a tradição, São Bartolomeu nas suas deambulações para pregar o cristianismo chegou até à Índia e morreu por esfolamento em Albanópolis, atual Derbent, na província russa de Daguestão.
No Juizo Final de Michelangelo, no altar da Capela Sistina, São Bartolomeu está representado a segurar a própria pele com a mão esquerda e com a outra o instrumento de seu suplício.

#### Exposições
De acordo com a informação sobre a obra na Matriznet:
- 1975, Lisboa, Museu Nacional de Arte Antiga, "Exposição Provisória de Pintura Estrangeira".
- 1988, Madrid, Museu do Prado, "Zurbaran".

### São Filipe

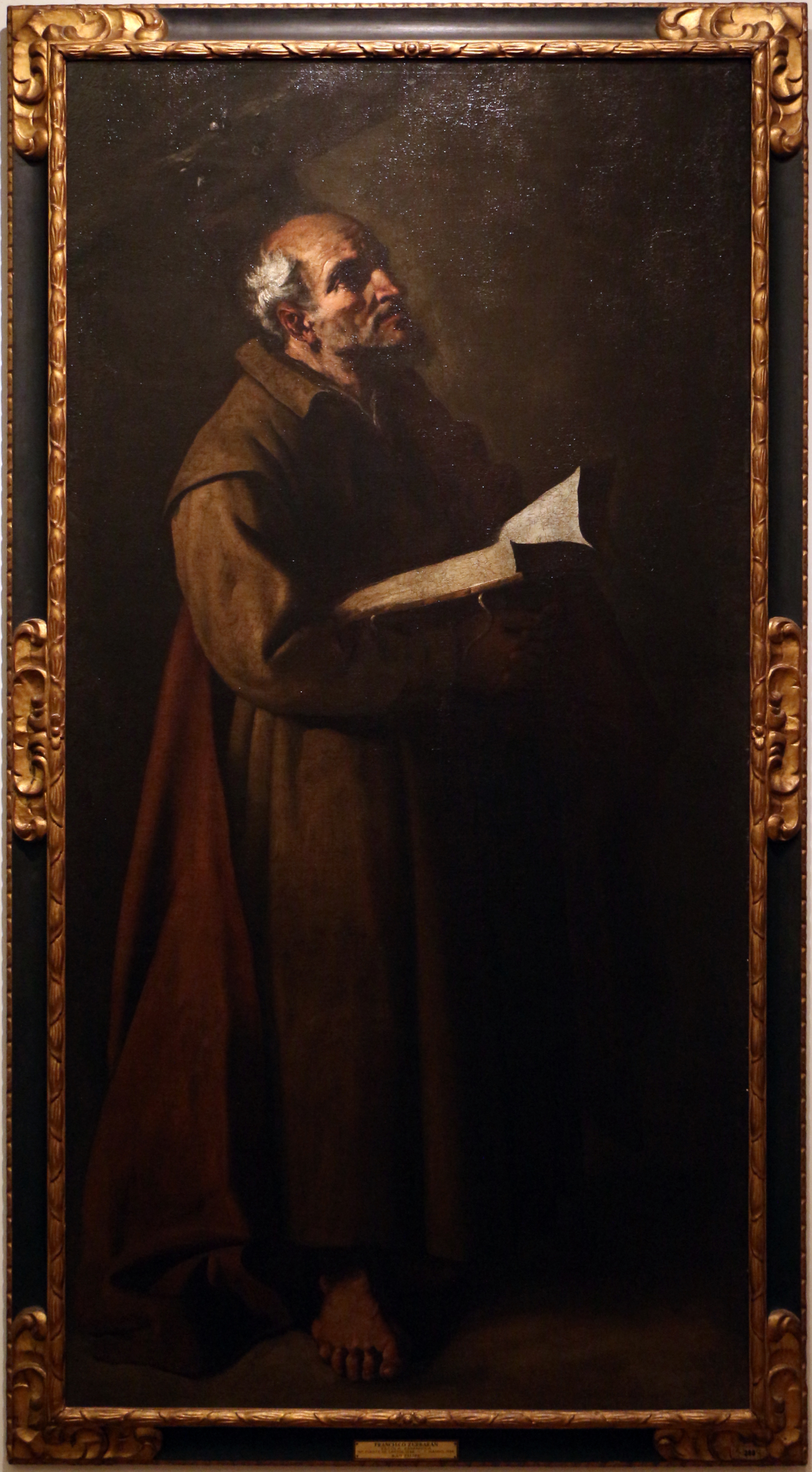
São Filipe

São Filipe é uma das pinturas da série Os Doze Apóstolos pintada por Francisco de Zurbarán em 1633 para o Paço Patriarcal de São Vicente de Fora em Lisboa e representa o apóstolo São Filipe.
Representa obviamente o apóstolo Filipe que, segundo a tradição cristã, pregou o cristianismo na Síria, Grécia e Frígia onde morreu crucificado e apedrejado no ano 80 d.C., em Hierápolis.

### São João Evangelista

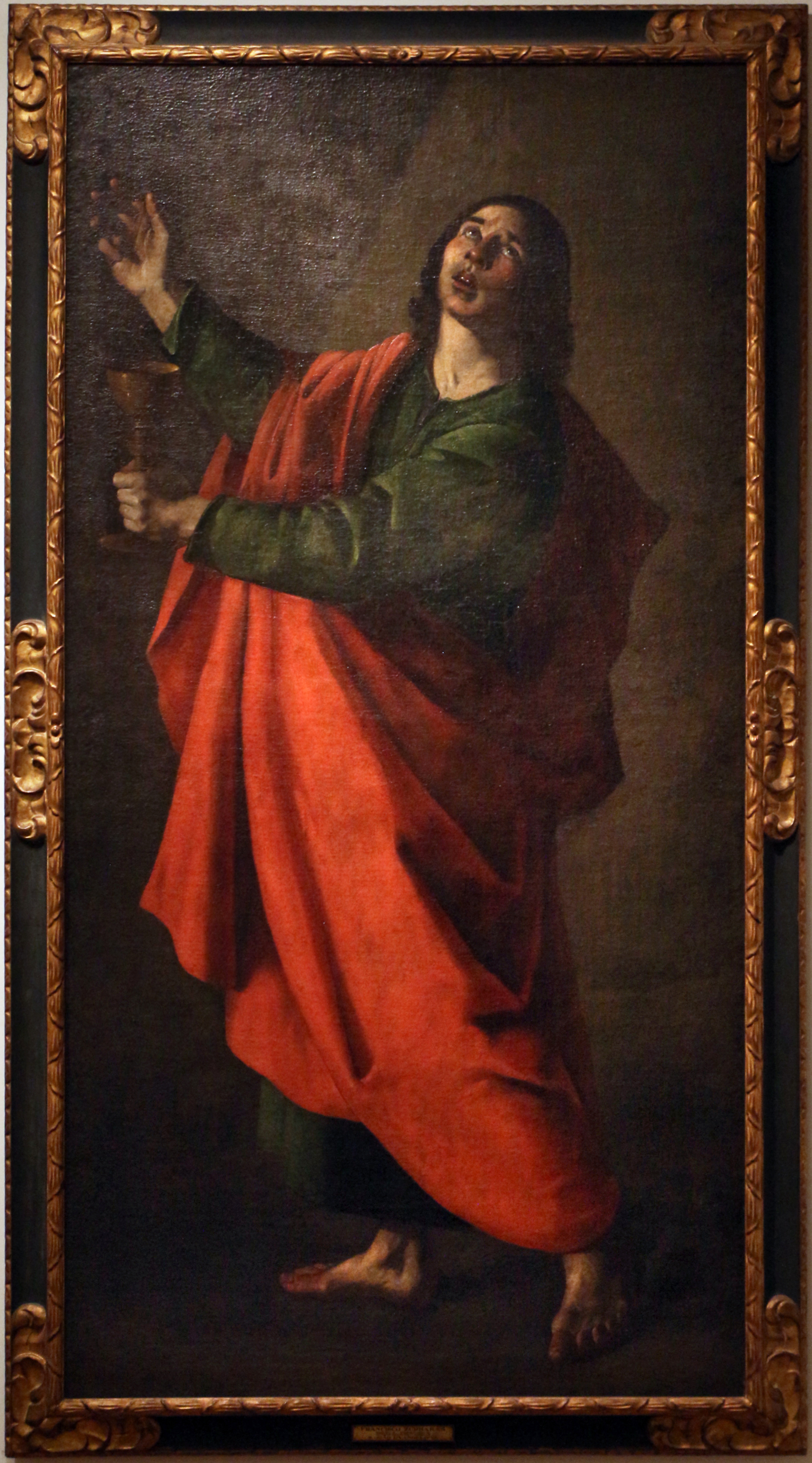
São João Evangelista

São João Evangelista é uma das pinturas da série Os Doze Apóstolos pintada por Francisco de Zurbarán em 1633 para o Paço Patriarcal de São Vicente de Fora em Lisboa e representa o apóstolo São João Evangelista.
A representação de São João, um dos dois Apóstolos que foi Evangelista sendo o outro São Mateus, diverge das restantes pinturas pela sua posição em movimento, tendo erguidas as duas mãos e segurando com a esquerda um cálice, dirigindo a cabeça para cima e o alongamento da perna esquerda acentuando a diagonal do corpo.
O manto que São João usa tem a tradicional cor encarnada usada na sua iconografia.

#### Exposições
De acordo com a informação sobre a obra na Matriznet:
- 1975, Lisboa, Museu Nacional de Arte Antiga, "Exposição Provisória de Pintura Estrangeira"
- 1991, Bruxelles, Musées Royaux des Beaux-Arts de Belgique, "Portugal et Flandre. Visions de l'Europe (1550-1680) - Europália 91"
- 1998, Sevilha, Museu de Belas Artes, "IV Centenário do Nascimento de Zurbarán"
- 1999, Bonn, Kunst-und Ausstellungshalle der Bundesrepublik Deutschland, "Museu Nacional de Arte Antiga, Lissabon"

### São Judas Tadeu

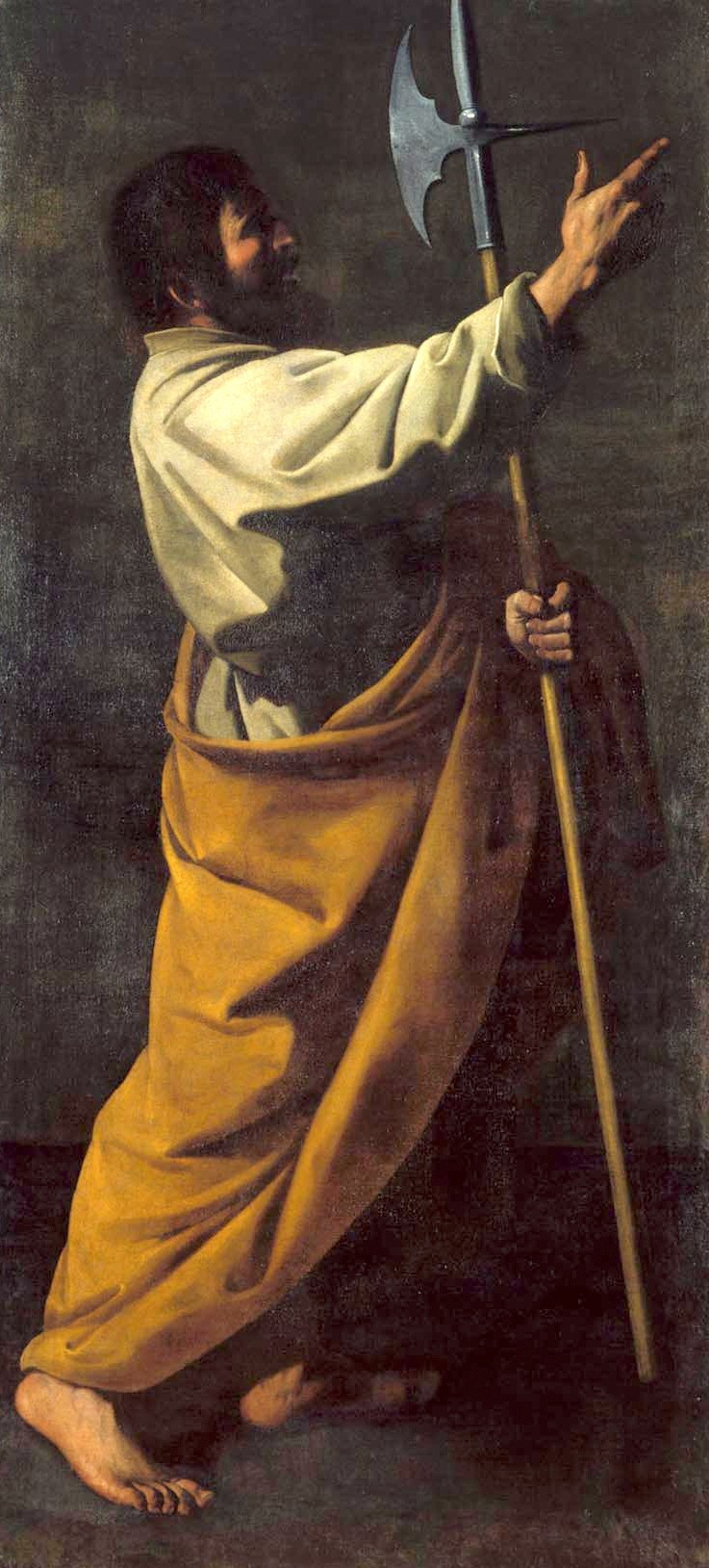
São Judas Tadeu

São Judas Tadeu é uma das pinturas da série Os Doze Apóstolos pintada por Francisco de Zurbarán em 1633 para o Paço Patriarcal de São Vicente de Fora em Lisboa e representa o apóstolo São Judas Tadeu.
São Judas Tadeu enverga vestes em tons cinzentos e pardos enquanto empunha uma alabarda com a mão esquerda.
Por vezes identificado com Judas, "irmão de Jesus", não deve ser confundido com Judas Iscariotes, outro apóstolo que traiu Jesus. De acordo com a tradição, Judas Tadeu teria sido martirizado a golpes de lanças, machados e porretes, e daí a figuração da alabarda.

#### Exposições
De acordo com a informação sobre a obra na Matriznet:
- 1975, Lisboa, Museu Nacional de Arte Antiga, "Exposição Provisória de Pintura Estrangeira"
- 1998, Sevilha, Museu de Belas Artes, "IV Centenário do Nascimento de Zurbarán"
- 2006, Cáceres, Igreja de San Francisco Javier e Centro de San Jorge, "Extremadura en la Historia. Tiempos de Patrimonio"

### São Mateus

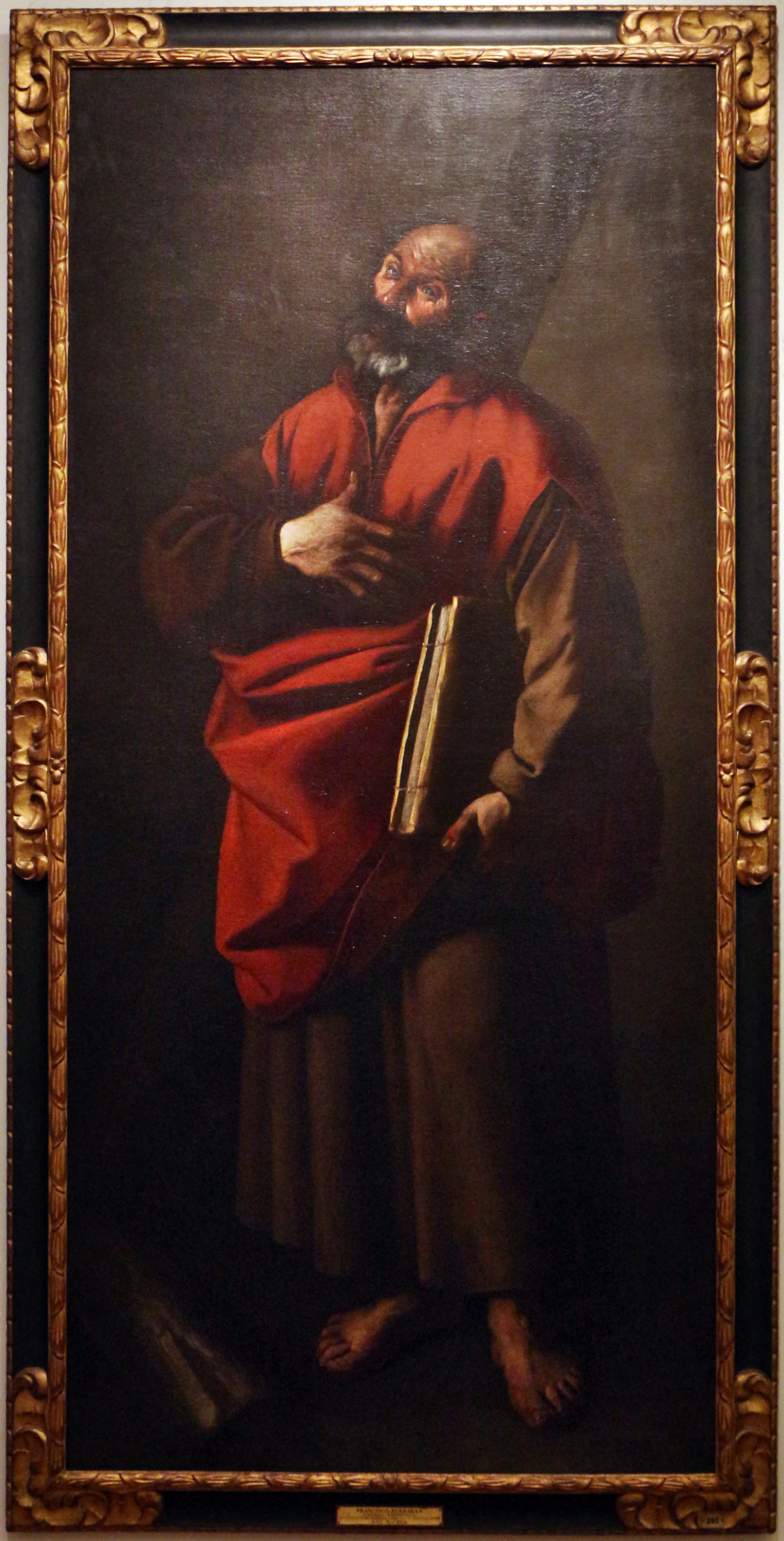
São Mateus

São Mateus é uma das pinturas da série Os Doze Apóstolos pintada por Francisco de Zurbarán em 1633 para o Paço Patriarcal de São Vicente de Fora em Lisboa e representa o apóstolo São Mateus.
São Mateus é juntamente com São João um dos apóstolos evangelistas, sendo compreensível a sua representação com um grosso livro seguro pelo mão esquerda.
Mateus pregou o Evangelho em hebraico na comunidade judaica da Judeia e depois viajou para outras províncias romanas, presumivelmente entre os macedónios, persas, partos e etíopes no sul do Mar Cáspio, onde, segundo a crença tradicional católica e ortodoxa, São Mateus morreu mártir.

### São Paulo

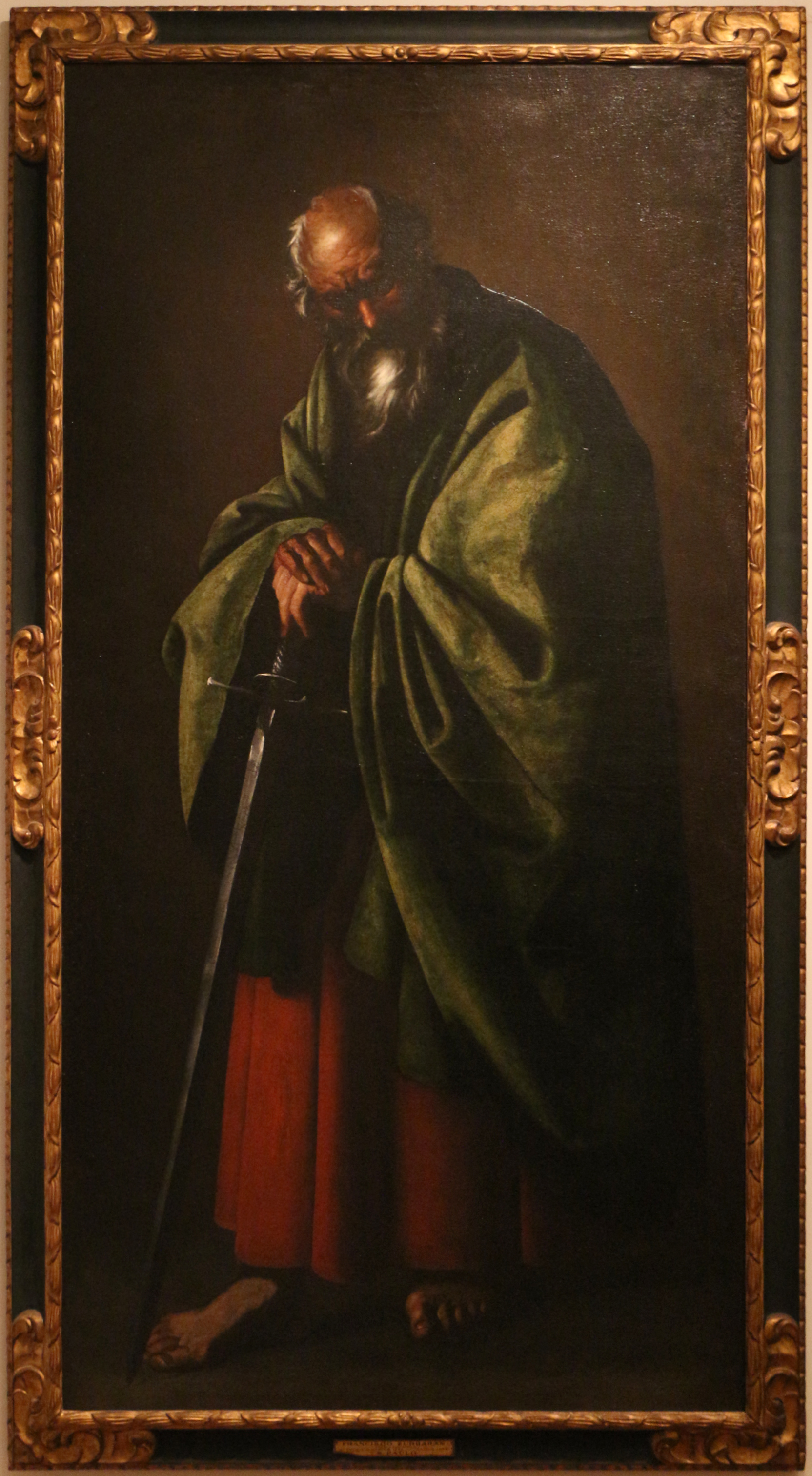
São Paulo

São Paulo é uma das pinturas da série Os Doze Apóstolos pintada por Francisco de Zurbarán em 1633 para o Paço Patriarcal de São Vicente de Fora em Lisboa e representa o apóstolo São Paulo.
De acordo com a tradição cristã, Paulo foi decapitado em Roma no reinado do imperador Nero, em meados dos anos 60 do século I, e daí a espada como símbolo do seu martírio. O tratamento dado a Paulo, em contraste com a crucificação invertida de São Pedro, foi devido à sua cidadania romana.

### São Simão

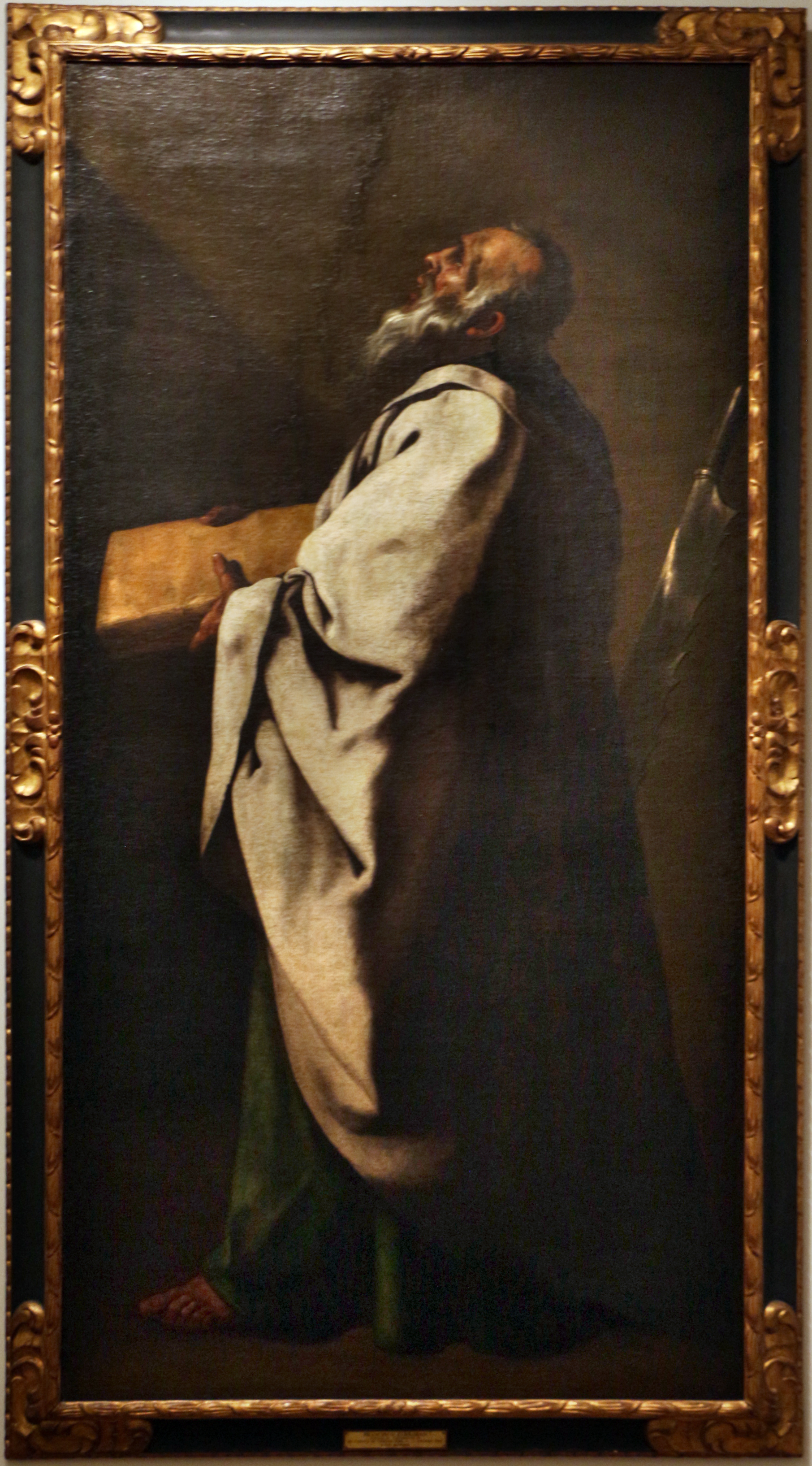
São Simão

São Simão é uma das pinturas da série Os Doze Apóstolos pintada por Francisco de Zurbarán em 1633 para o Paço Patriarcal de São Vicente de Fora em Lisboa e representa o apóstolo São Simão.
Segundo Hegésipo, Simão foi martirizado no tempo do imperador Trajano, quando tinha cerca de 120 anos de idade. Há várias versões sobre a sua execução, ou crucificado ou, na fogueira, na Arménia. Mas segundo a tradição católica Simão foi martirizado sendo cortado ao meio com um serrote e por isso a justificação de Zurbarán ter inserido uma serra como símbolo do seu martírio.

### São Tiago Maior

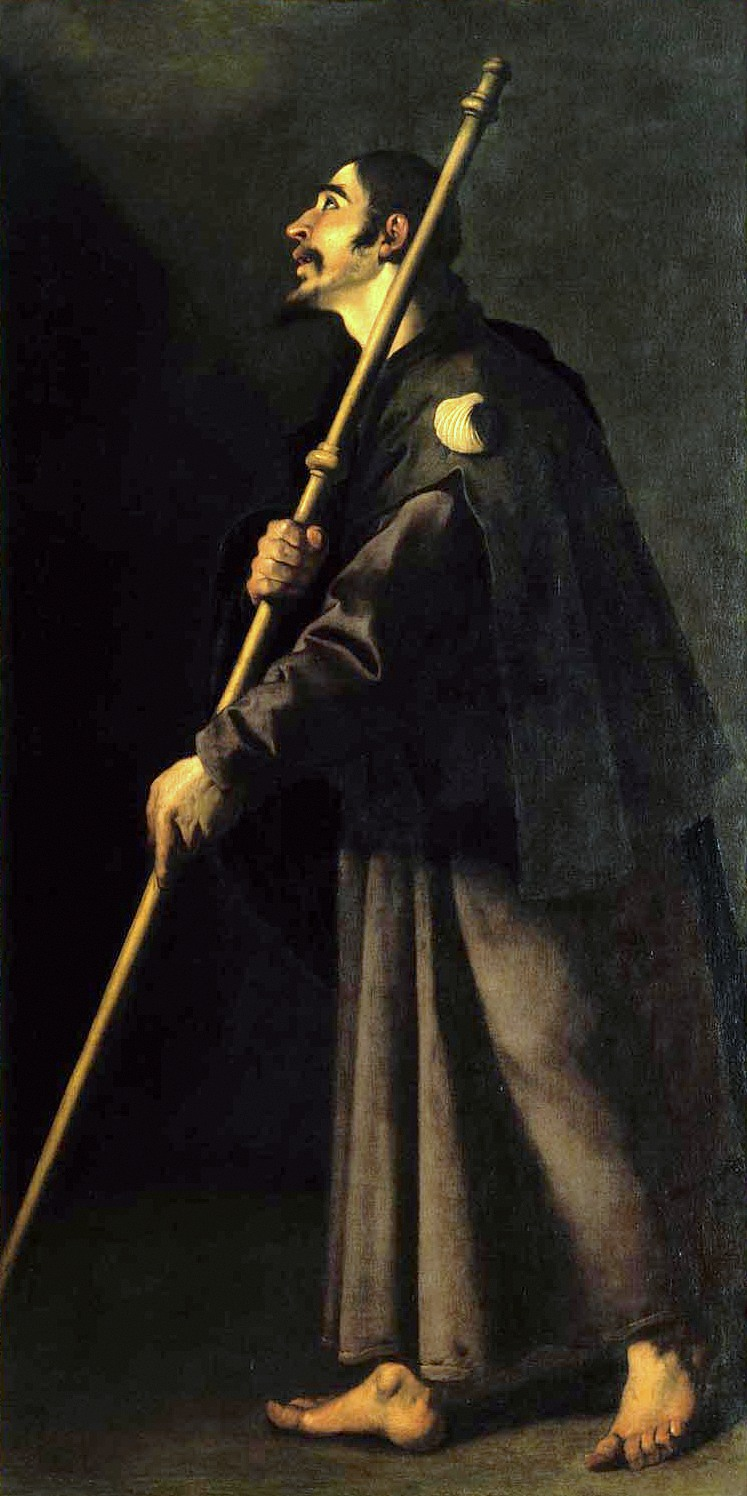
São Tiago Maior

São Tiago Maior é uma das pinturas da série Os Doze Apóstolos pintada por Francisco de Zurbarán em 1633 para o Paço Patriarcal de São Vicente de Fora em Lisboa e representa o apóstolo São Tiago Maior.
São Tiago Maior caminha apoiado ao seu cajado de peregrino. No ombro, sobre uma capa curta esverdeada, ostenta a vieira.
São Tiago Maior, assim chamado para o distinguir do outro apóstolo com o mesmo nome, São Tiago Menor, Maior por ser mais velho e Menor por ser mais novo, terá visitado a província romana da Hispânia para pregar a doutrina cristã após o episódio de Pentecostes tendo regressado à Judeia, onde foi martirizado. Segundo uma tradição lendária, o corpo de São Tiago teria sido transportado para a Galiza, e sepultado no lugar de Compostela, que depois passou a ser chamado Santiago de Compostela e que se tornou num dos mais importantes locais de peregrinação do mundo cristão. Daqui a origem da representação tradicional deste Santo com a indumentária dos peregrinos de Compostela, o que é seguido também por Zurbarán.

#### Exposições
De acordo com a informação sobre a obra na Matriznet:
- 1975, Lisboa, Museu Nacional de Arte Antiga, "Exposição Provisória de Pintura Estrangeira"
- 1985, Gand, Abbaye Saint-Pierre, Europália, "Santiago de Compostela-1000 Anos de Peregrinação Europeia".
- 1988, Madrid, Museu do Prado, "Zurbaran".
- 1999, Santiago de Compostela, Mosteiro San Martino Pinario, "Santiago. La Esperanza".

### São Tiago Menor

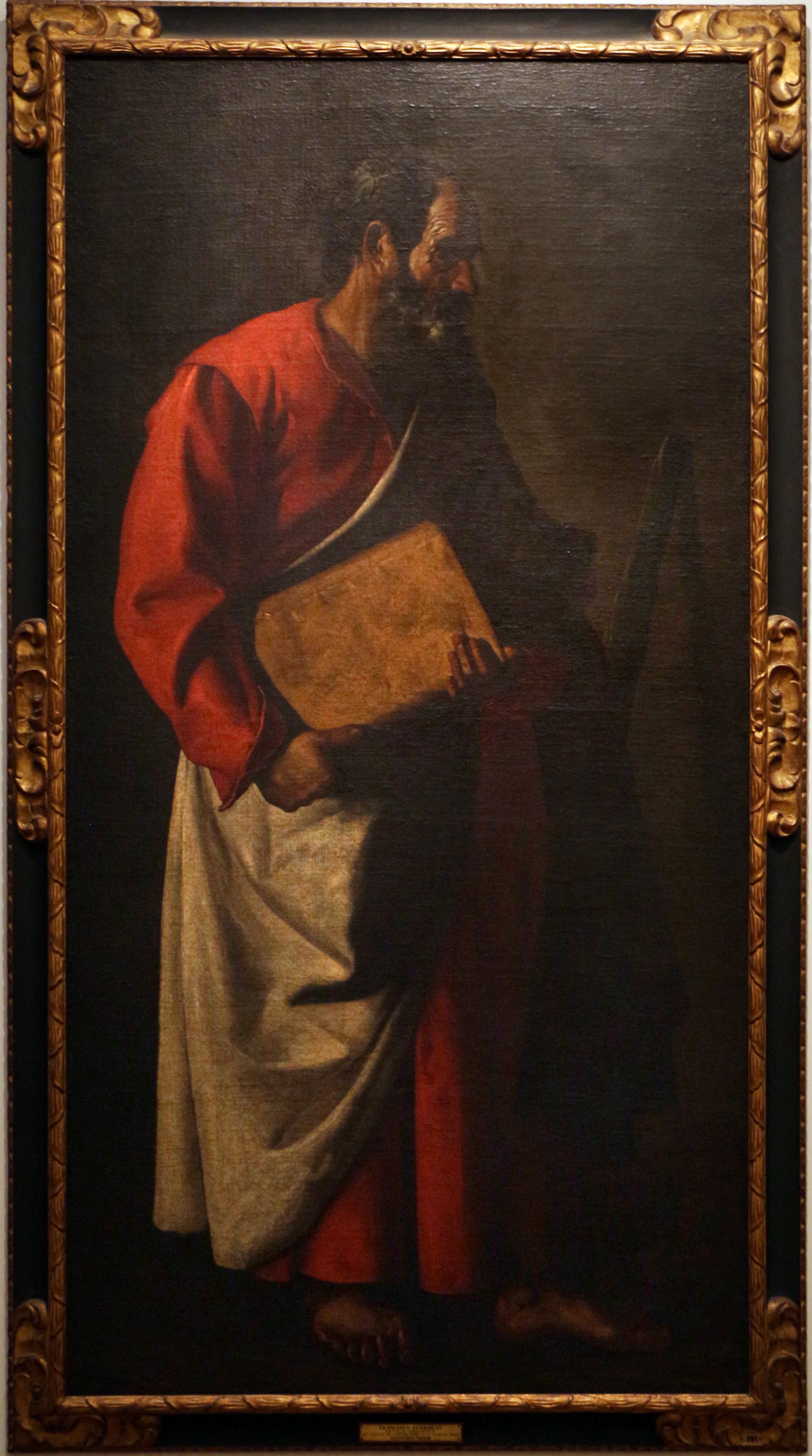
São Tiago Menor

São Tiago Menor é uma das pinturas da série Os Doze Apóstolos pintada por Francisco de Zurbarán em 1633 para o Paço Patriarcal de São Vicente de Fora em Lisboa e representa o apóstolo São Tiago Menor.
São Tiago Menor segura com ambas as mãos um in-fólio e veste túnica vermelha.

#### Exposições
De acordo com a informação sobre a obra na Matriznet:
- 1975, Lisboa, Museu Nacional de Arte Antiga, "Exposição Provisória de Pintura Estrangeira"

### São Tomé

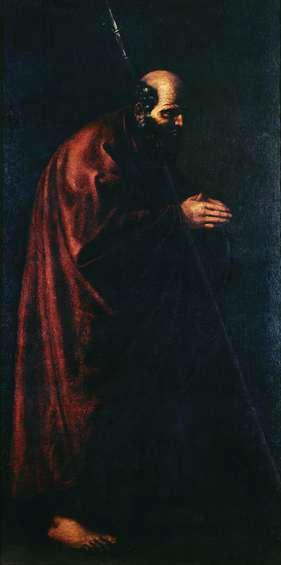
São Tomé

São Tomé é uma das pinturas da série Os Doze Apóstolos pintada por Francisco de Zurbarán em 1633 para o Paço Patriarcal de São Vicente de Fora em Lisboa e representa o apóstolo São Tomé.
Segundo a tradição católica e ortodoxa, este apóstolo teria ido em missão evangelizadora para a Índia onde foi martirizado sendo trespassado por lanças, tendo Zurbarán colocado nesta pintura uma lança que o Santo segura ao ombro como símbolo do seu martírio.